# Klagovisa över denna torra och kalla vår
Klagevisa över denna torra och kalla vår, eller i originalstavning Klage-Wijsa, Öfwer Thenna torra och kalla Wååhr är en dikt eller visa från 1642 av Lars Wivallius i 22 strofer som handlar om just det rubriken anger. 
Visan börjar "En tor och kall wåhr/gör Sommaren kort" (En torr och kall vår gör sommaren kort). Visan kan sägas vara en traditionell bön om god årsväxt, men också en spirituell lovsång över Skapelsen. Den är skriven på samma versmått som psalmen Den signade dag, till vars melodi den också ibland har sjungits. Olle Adolphson och Ulf Bagge har gjort varsin nytonsättning.